# Quincy (AOC)
 (février 2022).
Si vous disposez d'ouvrages ou d'articles de référence ou si vous connaissez des sites web de qualité traitant du thème abordé ici, merci de compléter l'article en donnant les références utiles à sa vérifiabilité et en les liant à la section « Notes et références ».
 (février 2022).
Pour les articles homonymes, voir Quincy.
Le quincy est un vin blanc d'appellation d'origine contrôlée produit sur le territoire des communes de Quincy et de Brinay, dans le Cher.

## Histoire

### Antiquité
L'étymologie de Quincy pourrait venir du nom d'un Romain qui y avait créé le domaine de Quintius. Les Bituriges cubi cultivent la vigne dès l'Antiquité.

### Moyen Âge
Cité dans la bulle de Callixte II en 1120, Quincy est l’un des plus vieux vignobles de la région. Le cépage sauvignon y est apporté de l’Abbaye des femmes de Beauvoir par les moines de l'ordre de Cîteaux.

### Époque contemporaine
Après la replantation du vignoble consécutive au phylloxera, Quincy est la première AOC effective du centre-Loire, le 6 août 1936.

## Situation géographique

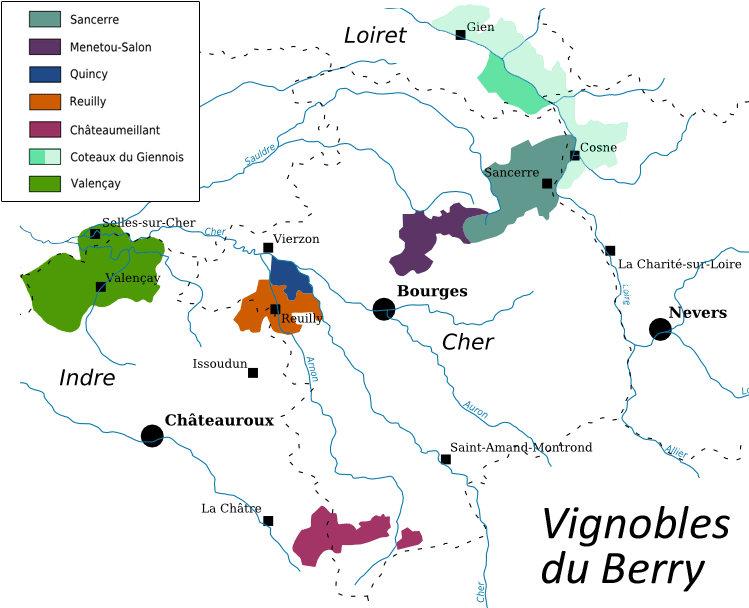
Vignobles du Berry.

### Localisation
Le vignoble de Quincy est situé en Champagne berrichonne dans le département du Cher, entre Bourges et Vierzon. Il est implanté sur un plateau de la rive gauche de la rivière Cher. Orienté nord-sud, il est exposé vers l'est, partagé entre les communes de Quincy et Brinay.

### Pédologie et orographie
Le vignoble est planté sur un plateau de marnes du kimeridgien surplombant le Cher. Une couche d'alluvions silico-argileuse (sables et cailloutis) la recouvre. Ces sables et graviers drainent bien l'eau excédentaire et la couche de marne en profondeur conserve une réserve en eau permettant de résister à une période sèche.  
Le sol est réparti entre trois terroirs siliceux : un sol sablo-graveleux sur une sous-couche d'argile, un sol sableux sur couche de sable rouge et un sol sablo-limoneux sur sable argileux ou argile plus ou moins sableuse.

### Climatologie
Le vignoble bénéficie d'un climat local relativement chaud et sec.
Pour la commune de Bourges (alt. 161 m), voisine de l'AOC Quincy, les données climatiques de 1961 à 1990 sont :
| Mois                                                               | Janv | Fév  | Mars | Avr  | Mai  | Juin | Juil | Août | Sept | Oct  | Nov  | Déc  | Année |
| ------------------------------------------------------------------ | ---- | ---- | ---- | ---- | ---- | ---- | ---- | ---- | ---- | ---- | ---- | ---- | ----- |
| Températures minimales moyennes °C                                 | 0,5  | 1,2  | 2,7  | 5    | 8,3  | 11,3 | 13,3 | 13   | 10,8 | 7,6  | 3,5  | 1,1  | 6,5   |
| Températures moyennes °C                                           | 3,3  | 4,7  | 7    | 9,8  | 13,3 | 16,7 | 19,2 | 18,8 | 16,3 | 12,1 | 6,8  | 4    | 11    |
| Températures maximales moyennes °C                                 | 6,2  | 8,2  | 11,3 | 14,6 | 18,4 | 22   | 25,2 | 24,5 | 21,8 | 16,7 | 10,2 | 6,8  | 15,5  |
| Moyennes mensuelles de précipitations (mm)                         | 60,5 | 58,7 | 60,1 | 51,7 | 80,8 | 56,9 | 51,8 | 59,4 | 61,2 | 59   | 59,4 | 63,1 | 722,5 |
| Source : Archives climatologiques mensuelles - Bourges (1961-1990) |      |      |      |      |      |      |      |      |      |      |      |      |       |

## Vignoble

### Encépagement
Le vin blanc de quincy est exclusivement issu de sauvignon. Le sauvignon blanc B est majoritaire, le sauvignon gris gr peut compléter l'encépagement, limité à 10 % des surfaces. Le sol peu fertile jugule bien l'exubérance de la végétation du sauvignon. Le rendement ainsi maîtrisé permet une maturité optimale.  

### Viticulture
Le sauvignon est conduit en taille longue qui permet de gérer sa fertilité capricieuse. Pour la taille en Guyot simple, le nombre d'yeux est limité à 10. En Guyot double, il est de 12 yeux. La taille en cordon de Royat présente un maximum de 14 yeux répartis sur des têtes de deux yeux maximum.
La densité de plantation doit être supérieure à 5500 ceps par hectare. L'écartement entre rangs ne peut dépasser 1,45 mètre et l'écartement entre ceps sur un rang doit être compris entre 0,90 et 1,25 mètre.
Le palissage du feuillage est obligatoire et doit dépasser 0,6 fois l'écartement entre rangs. Cette hauteur est mesurée entre 10 cm sous le fil de pliage et la hauteur du rognage.
L'irrigation est interdite comme le désherbage des fossés, tournières et talus.

### Récolte

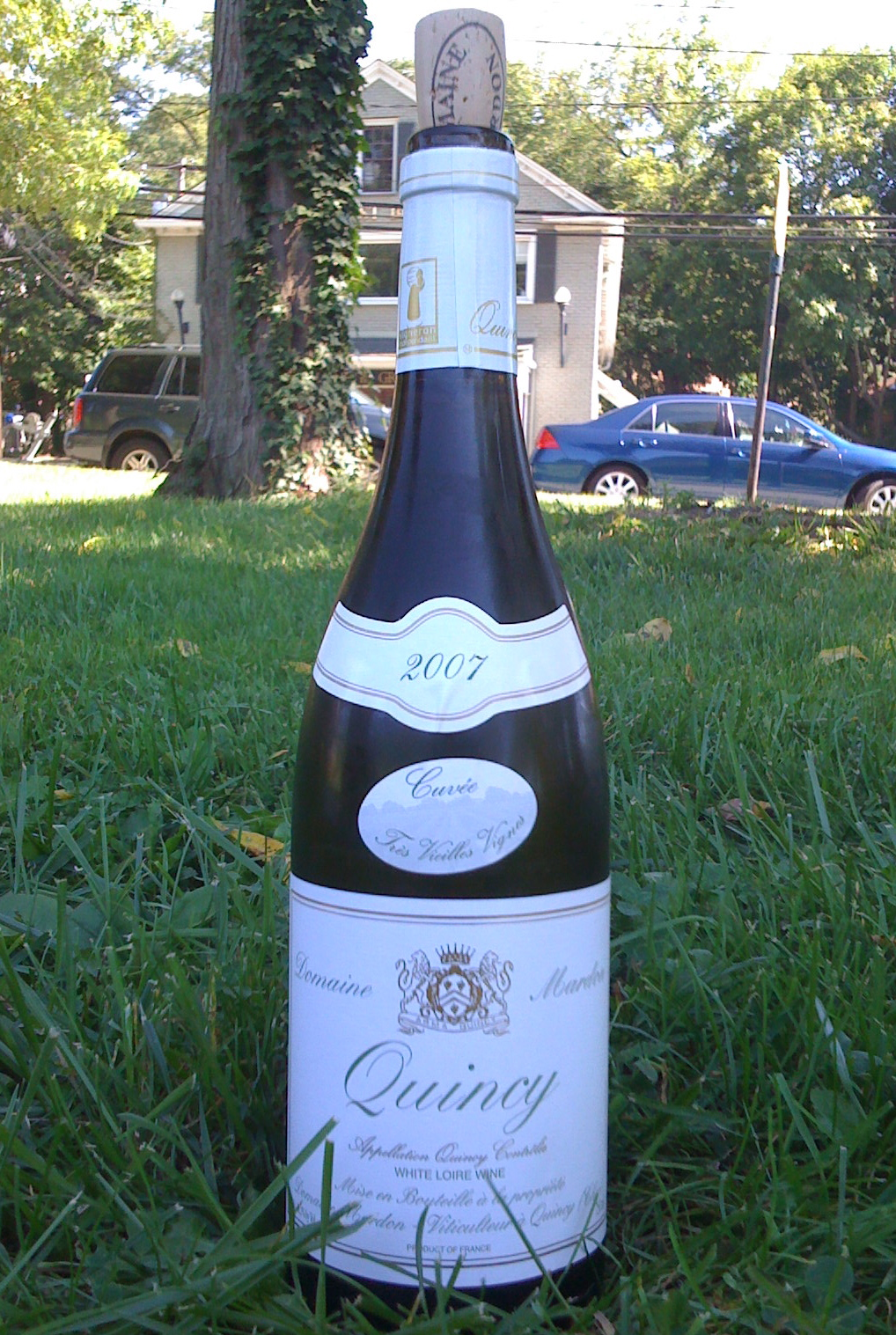
AOC Quincy 2007

Elle peut être manuelle avec tri du raisin ou à l'aide d'une machine à vendanger. La récolte de vignes âgées de moins de trois ans ne peut prétendre à l'AOC.
La richesse en sucre du raisin doit être d'au moins 170 grammes par litre et le degré potentiel du moût doit être d'au moins 10,5 % de volume.
Le rendement de l'appellation est de 65 hectolitres par hectare. Il peut être porté exceptionnellement à 75 hl/ha; c'est le rendement butoir.

### Vinification
Le raisin est pressé le plus tôt possible après récolte. Le moût est débourbé par stabulation à froid. La fermentation a lieu en cuve ou en fût. Après fermentation, un élevage sur lies fines est parfois effectué.

### Production et commercialisation
La production moyenne est de 15 600 hl.
En 2006, la production a été de 12 283 hl. Le quincy est vendu essentiellement sur le marché intérieur, l'exportation ne représentant que 20 % des volumes.
En 2010 la récolte a été de 15 915 hl pour une superficie de 254 hectares, le pourcentage vendu à l'export était de 10 %.

## Type de vin
L'appellation ne concerne que du vin blanc sec. Il peut être fin et fruité (agrumes) avec des notes de fleurs blanches et de poivre. C'est un vin qui conserve ses qualités 4 ou 5 ans, mais le vieillissement n'est pas nécessaire, il ne bonifie pas les qualités initiales.
Ce vin est recommandé avec les fruits de mer et les poissons de Loire ou en fin de repas avec les fromages de chèvre de la région. (Valençay, Pouligny-saint-pierre ou crottin de Chavignol).